# Prosobonia
Prosobonia és un gènere d'ocells de la família dels escolopàcids (Scolopacidae) propi (almenys en el passat) a les illes de la Societat i Tuamotu, al Pacífic.

## Llista d'espècies
S'han descrit 4 espècies, tres d'elles extintes:
- xivita de les Tuamotu (Prosobonia parvirostris).
- xivita de Kiritimati (Prosobonia cancellata). Extinta.
- xivita de Moorea (Prosobonia ellisi). Extinta.
- xivita de Tahití (Prosobonia leucoptera). Extinta.